# Nightmute
Nightmute ist ein Ort mit dem Status einer City in der Bethel Census Area in Alaska. Das U.S. Census Bureau hatte bei der Volkszählung 2020 eine Einwohnerzahl von 306 ermittelt. Das Eskimo-Dorf liegt im Yupik-Sprachenraum.

## Geographie
Nightmute befindet sich im Südwesten von Alaska auf Nelson Island. Nightmute liegt am rechten, nördlichen Flussufer des Toksook River, ein Zufluss des Beringmeeres, etwa 14 km von der Küste entfernt. Der Ort befindet sich 165 km westsüdwestlich vom Verwaltungszentrum Bethel. Der etwa vier Meter über dem Meeresspiegel gelegene Ort befindet sich im Yukon-Kuskokwim-Delta und im Schutzgebiet Yukon Delta National Wildlife Refuge. Nightmute verfügt über einen Flugplatz. Nächstgelegene Orte sind Chefornak, 43 km südsüdöstlich, sowie Toksook Bay, 22 km westnordwestlich.

## Geschichte
Das Eskimo-Dorf wurde beim Zensus 1939 mit 78 Einwohnern gelistet. Beim Zensus 1950 wurden 27 sowie beim Zensus 1960 237 Einwohner. Die Einwohner hatten ein Fisch-Camp in Umkumiut (heutige Schreibweise: Umkumiute) (⊙). 1964 zog ein Teil der Einwohner an die Meeresküste und gründete das heutige Toksook Bay. 1974 wurde Nightmute eine City. Heute lebt die Bevölkerung von Nightmute hauptsächlich von Subsistenzwirtschaft. Der Verkauf, die Einfuhr und der Besitz von Alkohol sind in Nightmute verboten.

## Demografie
Zum Zeitpunkt der Volkszählung im Jahre 2020 (U.S. Census 2020) hatte Nightmute 306 Einwohner auf einer Landfläche von 256,3 km². Von den Einwohnern waren 8 Weiße sowie 294 amerikanisch-indianischer Abstammung.
Beim Zensus im Jahr 2000 wurden 208 Einwohner gezählt, 2010 waren es 280. Die Bevölkerungsentwicklung war in den letzten Jahren ansteigend.